# Виденова, Ива Николова
Ива Николова Виденова (род. 17 октября 1987, София) — болгарская шахматистка, гроссмейстер (2011) среди женщин и международный мастер (2015).
Чемпионка Болгарии (2012, 2013, 2014). В составе сборной Болгарии участница трёх Олимпиад (2010—2014) и трёх командных чемпионатов Европы (2009—2013). На 9-м чемпионате (2011) в Порто-Карасе показала 3-й результат в личном зачёте.

## Изменения рейтинга
| Графики недоступны из-за технических проблем. См. информацию на Фабрикаторе и на mediawiki.org. |